# ژیرایر اوهانیان چاکیر
ژیرایر اوهانیان چاکیر (انگلیسی: Jirayr Ohanyan Çakır; زاده ۵ فوریهٔ ۱۹۲۳ – درگذشته ۲۰۰۳) یک شطرنج‌باز و مربی شطرنج ارمنی‌تبار اهل ترکیه بود. وی رئیس سابق فدراسیون شطرنج ترکیه بود.

## زندگی‌نامه
ژیرایر اوهانیان چاکیر در ۵ فوریه ۱۹۲۳ در استانبول به دنیا آمد. پدرش «آودیس» که از اهالی مرزیفون، مالک مشهور «قنادی مارکیز» (Markiz Bakery) و یکی از بزرگترین به نیروهای مسلح ترکیه بود. مادر وی «آنا-ماری» از اهالی بورسا دبیر در مدرسه مخیتاریان پانگالتی و دبیرستان گالاتاسرای بود.
بین سال‌های ۱۹۷۸ تا ۱۹۸۲ اوهانیان چاکیر رئیس فدراسیون شطرنج ترکیه بود. وی صاحب یک پسر و دو دختر بود. «لیندا» یکی از دخترانش قهرمان شطرنج بانوان ترکیه در سال ۱۹۷۲ شد.